# Бег зайца через поля
«Бег зайца через поля» (фр. La course du lievre a travers les champs) — кинофильм режиссёра Рене Клемана. Экранизация романа Дэвида Гудиса «Чёрная пятница».
Себастьян Жапризо адаптировал сценарий, на основе которого была издана книга за его авторством.

## Сюжет
Бывший лётчик Тони (Жан-Луи Трентиньян) находится в бегах. Его преследуют цыгане за то, что однажды его самолёт разбился, и под обломками погибло несколько цыганских детей. Преследователи не дают «убийце поневоле» никаких шансов на спасение. Информация о нём передаётся от одних цыганских семейств к другим. Чтобы выжить, главный герой меняет города, страны. Вот уже несколько месяцев он не может ни отдохнуть, ни отлежаться, ни выспаться, не говоря о том, чтобы вернуться в свою квартиру в Париже. Однако после Франции ему удаётся на время оторваться от преследования и уехать в Канаду.
Но погоня с новой силой начинается и здесь. Спасаясь от очередных мстителей, почти поймавших его на каком-то полустанке, он добирается до ближайшего города. Чудом, измотанному Тони удаётся немного оторваться от своих убийц. Он забегает в закрытый торговый центр. Обречённый главный герой становится свидетелем перестрелки в этом молле. Раненый человек успевает что-то сказать Тони и умирает.
Теперь Тони становится нужен преступникам. Неожиданные «спасители», забравшие «бегущего зайца» Тони перед носом у цыган оказываются членами странной банды. Они везут его в неизвестном направлении, не реагируют на его просьбы об освобождении. Они настроены узнать у Тони, что же ему сказал тот раненый человек в торговом центре, а затем избавиться от него как от ненужного свидетеля. Герою Трентиньяна удаётся выбросить одного из гангстеров из машины на ходу, но сбежать не удаётся. Выпавший из машины бандит умирает от травм.
Преступники приезжают в загородный дом в отдалённом и пустынном месте. Там их ждут другие сообщники. Они задумали провернуть крупное дело. Поэтому им нужны только деньги и не нужны никакие посторонние лица. Загадочный обаятельный незнакомец случайно пересёкся с ними. От кого он бежит? Почему он бежит? Насколько опасны его преследователи? Стоит ли его убивать, после того как он скажет то что интересует бандитов? И самое важное: что рассказал ему тот человек в торговом центре о деньгах, которые (как оказалось) он пытался украсть у своих же сообщников?
Пожилой главарь (Роберт Райан) постепенно начинает проникаться симпатией к этому человеку, словно отмеченному каким-то знаком рока, но в то же время обладающему странной притягательностью. Неравнодушными к нему кажутся и две женщины — сообщницы людей, планирующих совершить какое-то очень рискованное и опасное дело, в чьих взаимоотношениях несомненно зреет конфликт. Интрига закручивается.
Оказывается, у этих людей разработан план как выкрасть из больницы девушку, находящуюся под усиленной охраной полиции. Она очень нужна крайне влиятельному преступнику, и все они вот-вот начнут воплощать свой план в жизнь…